# Arktická nížina
Arktická nížina je rozlehlá severoamerická nížina při Hudsonově zálivu a Jamesově zátoce v Kanadě. Rozprostírá se v severovýchodní části Manitoby, severní části Ontaria a z části v západním Québecu.
Jedná se o zarovnaný povrch po čtvrtohorním zalednění protékaný dolními toky řek, jako je Albany, Attawapiskat, Churchill, Moose, Nelson, Rupert, Severn či Winisk. Území Arktické nížiny pokrývá mokřad s četnými jezery.
Vzhledem k chladnému klimatu je území řídce osídleno. K největším sídlům patří Fort Albany a Kashechewan při ústí řeky Albany, Moosenee při ústí Moose a Waskaganish při ústí Rupert River.